# Microsoma nitida
Microsoma nitida är en tvåvingeart som först beskrevs av Robineau-desvoidy 1863.  Microsoma nitida ingår i släktet Microsoma och familjen parasitflugor.
Artens utbredningsområde är Frankrike. Inga underarter finns listade i Catalogue of Life.